# Nafoesagebergte
Het Nafoesagebergte (Arabisch  الجبل الغربي Al Jabal al Gharbi; Berbers: Adrar n Infusen) is een cuesta-gebergte in Noordwest-Libië (Tripolitanië). De gemeente Al Jabal al Gharbi ("Westelijk Bergland") is ernaar vernoemd. De hoogste berg is 981 m.
Traditioneel wordt het Nafoesagebergte bewoond door Nafoesi-Berbers die sinds de Arabische verovering in de 7e eeuw deels gearabiseerd zijn en sindsdien de islam als godsdienst hebben aangenomen. Tijdens de Libische opstand van 2011 waren de Nafoesabergen een opstandelingenbolwerk dat Qadhafi-getrouwen niet gelukte te heroveren tijdens hun tegenoffensief van maart tot juni, en van waaruit in augustus Tripoli werd veroverd.